# Comité olympique du Portugal
Pour les articles homonymes, voir COP.
Le Comité olympique du Portugal (en portugais, Comité Olímpico de Portugal, prononcé [kumiˈtɛ oˈlĩpiku dɨ puɾtuˈɡaɫ], acronyme, COP) est l'organisation sportive du Portugal qui sert de comité national olympique, fondé en 1909 afin de permettre la participation du Portugal aux Jeux de la Ve olympiade de Stockholm. C'est le 13e pays à rejoindre le mouvement olympique.